# Habranthus microcarpus
Habranthus microcarpus là một loài thực vật có hoa trong họ Amaryllidaceae. Loài này được (Rusby) Ravenna mô tả khoa học đầu tiên năm 1978.